# Kenya International 2009
Die Kenya International 2009 im Badminton fanden vom 24. bis zum 26. April 2009 in Nairobi statt.

## Sieger und Platzierte
| Disziplin    | Gold                          | Silber                          | Bronze                          |
| ------------ | ----------------------------- | ------------------------------- | ------------------------------- |
| Herreneinzel | Ali Shahhosseini              | Jinkan Ifraimu                  | Michal Matejka                  |
| Herreneinzel | Ali Shahhosseini              | Jinkan Ifraimu                  | Ola Fagbemi                     |
| Dameneinzel  | Dina Nagy                     | Susan Ideh                      | Mary Gideon                     |
| Dameneinzel  | Dina Nagy                     | Susan Ideh                      | Stacey Doubell                  |
| Herrendoppel | Dorian James Chris Dednam     | Ola Fagbemi Jinkan Ifraimu      | Alistair Casey Ali Shahhosseini |
| Herrendoppel | Dorian James Chris Dednam     | Ola Fagbemi Jinkan Ifraimu      | Isaac Minaphee Kenneth Omoruyi  |
| Damendoppel  | Dhanya Nair Anita Ohlan       | Michelle Edwards Annari Viljoen | Grace Daniel Mary Gideon        |
| Damendoppel  | Dhanya Nair Anita Ohlan       | Michelle Edwards Annari Viljoen | Shama Aboobakar Karen Foo Kune  |
| Mixed        | Chris Dednam Michelle Edwards | Dorian James Annari Viljoen     | Georgie Cupidon Juliette Ah-Wan |
| Mixed        | Chris Dednam Michelle Edwards | Dorian James Annari Viljoen     | Ola Fagbemi Grace Daniel        |